# Phidippus johnsoni
El saltícido o araña saltarina de espalda roja, o de cola roja  (Phidippus johnsoni) es un arácnido perteneciente a la familia Salticidae (arañas saltarinas ) del orden Araneae. Esta especie fue descrita por Peckham & Peckham en 1883. El nombre específico es patronímico para el Profesor Johnson O. B. de la universidad de Washington, Seattle.
El macho posee un carapacho con franja negra o gris, o con banda iridiscente en el clípeo; abdomen cubierto de color rojo sobre el dorso con vientre negro. En la hembra, el carapacho posee una franja negra o blanca en el clípeo, con una banda blanca o ausente; dorso abdominal en su mayoría rojo. Esta especie se distribuye en Canadá en Alberta, British Columbia, Northwest Territories, Saskatchewan. En EE.UU en los estados de Arizona, California, Colorado, Idaho, Montana, Nevada, Oregón, al sur de Dakota, Utah, Washington y Wyoming. En México se encuentra en el norte y como estados concretos donde se tiene reporte están en el estado de Baja California y el Estado de México. La plataforma Naturalista tiene registros de esta araña en los estados de Baja California, Sonora, Chihuahua, Sinaloa, Durango, San Luis Potosí, Guanajuato, Querétaro, Hidalgo, Estado de México y Ciudad de México,.Esta araña también existe en Europa, ya que han sido identificados ejemplares muy similares a la especie americana en las montañas del Sistema Ibérico en España. Esto podría significar que está
```
distribuida en amplias zonas del hemisferio norte aunque no haya sido vista en muchos lugares debido a lo escasa y esquiva que es esta especie.  
```

La especie es de hábitos diurnos, vive en diversos lugares como laderas cubiertas de hierba, orillas de la costa, praderas costeras y bosques de abeto, también comúnmente bajo rocas y trozos de madera en el suelo, en postes de cercas y en árboles muertos. Altitudinalmente se le puede encontrar desde el nivel del mar hasta los 3,400 m s. n. m.
En México no se encuentra en ninguna categoría de protección, tampoco en la Lista Roja de la IUCN (International Union for Conservation of Nature) .

## Clasificación y descripción
Carapacho del macho con una franja que puede ser negra, gris o con una banda iridiscente en el clípeo; palpo sin línea dorsal, apófisis tibial muy robusta con una punta curva, alargada y plana; palea claramente más larga que ancha, el margen exterior distal se extiende lateralmente, el borde externo distal se vuelve rugoso cuando llega al hombro tegular exterior; porción basal del émbolo con una amplia placa semirectangular, moderadamente esclerotizada que se extiende a hacia el borde de la palea exterior, parte apical del émbolo con una espina recurvada y corta, la cual disminuye gradualmente en sentido distal, doblada dorsalmente hacia el borde proximal de la porción basal del émbolo; primera pata con franjas alternada blancas y rojas cortas en comparación a la longitud media; fémur proximal prolateral y bandas distales blancos; patela prolateral cubierta longitudinalmente de color blanco; abdomen cubierto de color rojo sobre el dorso con vientre negro. El carapacho de la hembra con una franja color negra o blanca en el clípeo con una banda blanca o ausente; abdomen con una banda basal ancha en la parte anterior, gradualmente más estrecha o completamente estrecha, banda lateral II con una línea oblicua, banda lateral IV con una banda oblicua adjunta a los puntos III, puntos II cóncavos lateralmente ligeramente separados o unidos en el triángulo truncado, puntos III y IV pequeños (a veces los puntos III grandes), todos los puntos son de color blanco rara vez están ausentes. El dorso abdominal en su mayoría es color rojo, aletas epiginales con una longitud del 30 % o menos del epigínio, conducto con cuatro grandes pares de curvaturas.

## Distribución
Esta especie se distribuye en Canadá en Alberta, British Columbia, Northwest Territories, Saskatchewan. En EE.UU en los estados de Arizona, California, Colorado, Idaho, Montana, Nevada, Oregón, al sur de Dakota, Utah, Washington y Wyoming. En México se encuentra en el norte y como estados concretos donde se tiene reporte están en el estado de Baja California y el Estado de México.

## Ambiente
De ambiente terrestre. Esta especie de araña es de hábitos diurnos y se le puede encontrar en diversos hábitats e.g. laderas cubiertas de hierba, en la orilla de la costa, en praderas costeras, en bosques de abeto y se les puede hallar comúnmente bajo las rocas, bajo trozos de madera en el suelo, postes de cercas, y en árboles muertos, la altitud a la que se les puede encontrar va de desde el nivel del mar hasta los 3400 m s. n. m.

## Estado de conservación
Hasta el momento en México no se encuentra en ninguna categoría de protección, ni en la Lista Roja de la IUCN (International Union for Conservation of Nature) ni en CITES (Convención sobre el Comercio Internacional de Especies Amenazadas de Fauna y Flora Silvestres).